# سيتي وان كيمبانغ
سيتي وان كيمبانغ هي ملكة أسطورية حكمت منطقة على الساحل الشرقي لشبه جزيرة ماليزيا، وتقع الآن داخل ولاية كيلانتان الماليزية. حكمت خلال الفترة من ( 1610-1667). واشتهرت بحكمتها وتنحدر من سلالة ملوك تشامبا وكيلانتان وباتاني.
كانت تعرف باسم الملكة المحاربة وشاركت في معركة على ظهور الخيل بسيف وكان يرافقها جيش من راكبات الخيل. وقيل إنها وابنتها بالتبني بوتيري سعدونج تمتلكان قوى صوفية.

## سيرتها
وفقاً لبعض السجلات التاريخية، ولدت سيتي وان كيمبانغ في عام 1585، كان والداها رجا أحمد وسيك بانون، وكلاهما من سلالة ملكية، توج رجا أحمد حاكماً لكيلانتان عام 1584. وبعد وفاة والدها عام 1589، كانت الأميرة تبلغ من العمر 4 سنوات فقط. أصبح رجا حسين من جوهور وصياً على كيلانتان. وصعد سيك سيتي وان كيمبانغ إلى عرش كيلانتان عام 1610م بعد وفاة رجا حسين. قيل إنها أقامت في جونونج تشينتا وانغسا غوا موسانغ، الواقعة على بعد حوالي 45 كم من كوالا كراي.
لم تتزوج سيتي كيمبانغ أبدا، ولكنها تبنت بوتيري سعدونج كأبنتها. كانت بوتيري سعدونج أميرة بالأساس.

## عملات كيجانغ المعدنية
يتم إعطاء وجهات نظر مختلفة فيما يتعلق بأصل العملات الذهبية كيجانغ. كيجانغ تعني "muntjac" في لغة الملايو وتستمد اسمها من نقوش الحيوان المذكور على العملة. وترتبط عملات كيجانغ عمومًا بسيتي كيمبانغ. وفقًا للفولكلور الكيلانتي، فإن الكيجانج هو حيوانها الأليف المفضل وكانت دائمًا مغرمة به منذ صغرها، بينما تشير بعض القصص إلى أنه كان هناك تاجر عربي يأتي إلى بلدها ويطلب إذنًا للتجارة ويقدم للملكة منتجقاً كهدية. لقد أصبحت مغرمة جدًا بالمنتجق واتخذته حيوانًا أليفًا لها لدرجة أنها أمرت بنقش صورته على العملات الذهبية لبلدها. وتم ربط نسخة أخرى بتأثير الهندوسية السيفيتية إستند الإرتباط إلى حقيقة أن الإصدار الأول من عملات كيجانغ يشبه الثور الهندي ذو الظهر الأحدب، وقد تم تصوير شكل الثورعلى العملات الهندوسية القديمة التي تم تداولها في ولايات الملايو الشمالية.
وأشارت نسخة منفصلة أخرى إلى أن كيجانج المنقوش على العملة قد يكون ديباتاج، وهو نوع من الظباء من الصومال جلبه التجار العرب إلى بلادها وتم تصنيفه بشكل خاطئ على أنه "منتجق". وهذا من شأنه أن يحل مشكلة الغزال الذي يحمل ذيلًا طويلًا كما هو موضح في نقوش العملة.

## حصن جيلاسين
حصن جيلاسين (لغة الملايو: كوتا جيلاسين) يقع في الضواحي الجنوبية لكوتا بهارو، عاصمة ولاية كيلانتان. يقع الموقع على بعد حوالي 4 إلى 8 كيلومترات من وسط المدينة، في حي واكاف تشي يه. تم بناؤه عام 1563 لصالح جيك سيتي وان كيمبانج وابنتها بالتبني بوتيري سادونج وزوج بوتيري سادونج رجا عبد الله. يقع الحصن على الضفاف الشرقية لنهر كيلانتان، وقد تم تصنيعه من الخشب السميك ذو المنحوتات الجميلة، وكان مشهورًا جدًا في عهد سيتي. اُستُخدم للدفاع عن كيلانتان من الهجمات الخارجية. ووفقًا للتاريخ، تعرضت قلعة جيلاسين لهجوم من قبل ملك سيام واختفى بوتيري سادونج بعد ذلك. وسرعان ما تدهورت حالة الحصن بعد اختفائها، ولم تعد آثار الحصن ملحوظة في الوقت الحاضر حيث لم يتم بذل الكثير من الجهد للحفاظ عليه.

## الخلافة
تقول الأسطورة أن سيتي كيمبانغ لم تمت أبدًا، بل اختفت في العالم الغامض، وتظهر مرة أخرى من وقت لآخر. وبعد "اختفائها" خلفتها ابنتها بالتبني بوتري سادونغ، وهي الابنة الصغرى لرجا جيمبال.